# Hermosillo Monte Noble
Hermosillo Monte Noble es una localidad de México, localizada en el municipio de Santiago de Anaya en el estado de Hidalgo.

## Geografía
Se encuentra en la región geográfica del Valle del Mezquital. A la localidad le corresponden las coordenadas geográficas 20° 24’ 48.063” de latitud norte y 98° 56’ 47.944” de longitud oeste; con una altitud de 2108 m s. n. m. Cuenta con un clima templado subhúmedo con lluvias en verano, de menor humedad.
En cuanto a fisiografía se encuentra en la provincia del Sierra Madre Oriental, dentro de la subprovincia de Carso Huasteco; su terreno es de sierra. En lo que respecta a la hidrografía se encuentra posicionado en la región del Pánuco, dentro de la cuenca del río Moctezuma, y en la subcuenca del río Actopan.

## Demografía
En 2020 registró una población de 901 personas, lo que corresponde al 4.92 % de la población municipal. De los cuales 440 son hombres y 461 son mujeres.
| Gráfica de evolución demográfica de Hermosillo Monte Noble entre 1921 y 2020                 |
|                                                                                              |
| Población de los censos y conteos del Instituto Nacional de Estadística y Geografía (INEGI). |